# Dinar a l'Alhambra
Dinar a l'Alhambra és una pintura a l'oli realitzada per Marià Fortuny el 1872 a Granada. Actualment pertany a la col·lecció de Flora Klein-Andreu, de Barcelona.